# Anežka z Montpellieru
Anežka z Montpellieru (francouzsky Agnès de Montpellier, okcitánsky Agnès de Montpelhièr) byla vikomtesa z Béziers, Albi, Carcassonne a Razès.

## Život
Narodila se jako dcera Viléma z Montpellieru a jeho druhé ženy Anežky. Roku 1203 byla provdána za mladého Raimonda Rogera Trencavela z languedockého rodu Trencavelů. Sňatek zprotředkoval aragonský král Petr II., který se o rok později oženil s Anežčinou nevlastní sestrou Marií.  Roku 1207 Anežka porodila jediného syna.
Roku 1208 byla vyhlášena křížová výprava a jako záminka pro vpád na jih Francie posloužila vražda papežského legáta Petra z Castelnau. Křižáci ze severní Francie oblehli  Carcassonne a Raimond se po marném smlouvání a snaze švagra Petra Aragonského vydal jako rukojmí. Místnímu obyvatelstvu zachránil holé životy, sám však zemřel ve vězení Šimona z Montfortu. Jeho jediný syn a dědic strávil dětství v péči hrabat z Foix. Sama Anežka zemřela po roce 1226.